# Hofbräu Bamberg
Die Hofbräu AG Bamberg war lange Zeit die größte Brauerei in der oberfränkischen Bierstadt Bamberg. Sie stand in der Pödeldorfer Straße; die Gebäude wurden 1982 abgerissen.

## Brauereihistorie
Gegründet wurde die Brauerei von dem Ziegeleibesitzer und Hopfenhändler Simon Lessing, der die „Erste Bamberger Exportbierbrauerei Frankenbräu“ am 27. November 1885 mit einem Grundkapital von 1,1 Millionen Mark in das Handelsregister eintragen ließ. Ausgerüstet mit den modernsten Braumaschinen stieg sie schnell zur größten Braustätte Bambergs auf und erreichte einen Ausstoß von 100.000 Hektoliter jährlich. "Frankenbräu" konnte schnell internationale Exportmärkte erschließen und firmierte ab 1901 mit einem königlichen Privileg unter der Bezeichnung „Hofbräu AG Bamberg“. Die entscheidende Entwicklung zum Brauereikonzern erfuhr das Unternehmen nach dem Ersten Weltkrieg. Als Teil der Expansionsstrategie wurden Konkurrenzunternehmen übernommen, so z. B. Brauereien in Haßfurt, Forchheim, Lichtenfels, Grafenwöhr und Weiden. Die Übernahme des Erlangener Brauerei „Erlwein & Schultheiss“ führte dazu, dass die Brauerei ab 1919 unter dem Namen „Hofbräu AG Bamberg und Erlangen“ geführt wurde. Um 1925 produzierten etwa 500 Mitarbeiter einen jährlichen Bierausstoß von 280.000 Hektoliter. Mit der Machtergreifung der Nationalsozialisten fielen erste Schatten auf die wirtschaftlich erfolgreiche Brauerei. Das Unternehmen wurde im Zuge der Gleichschaltung des Aufsichtsrates „arisiert“. Dabei verlor auch Willy Lessing, Sohn des Firmengründers, alle Aktienanteile.
Nach dem Zweiten Weltkrieg diente die Hofbräu AG den Alliierten als Armeebrauerei und setzte ihre erfolgreiche Unternehmensstrategie weiter fort. Erst in den 1970er Jahren geriet die zweitgrößte Brauerei Oberfrankens in Turbulenzen, nachdem sich der Mehrheitseigentümer von seinen Aktien getrennt hatte. Neuer Eigentümer wurde die Fürther Schickedanz-Gruppe, welche die Produktionsstätte in den Brauereiverbund der Patrizier-Bräu AG eingliederte. Der rückläufige Bierkonsum führt schon bald zu Betriebsschließungen, die auch die Bamberger Braustätte betrafen. Mit Ablauf des Kalenderjahres 1977 gab die Patrizier-Bräu AG die Bierproduktion am Bamberger Standort auf. Knapp einhundert Jahre nach der Betriebsgründung wurden die Brauereigebäude abgebrochen. Auf dem Areal entstand wenig später der Neubau der Allgemeinen Ortskrankenkasse und ein Wohngebiet.

## Marke

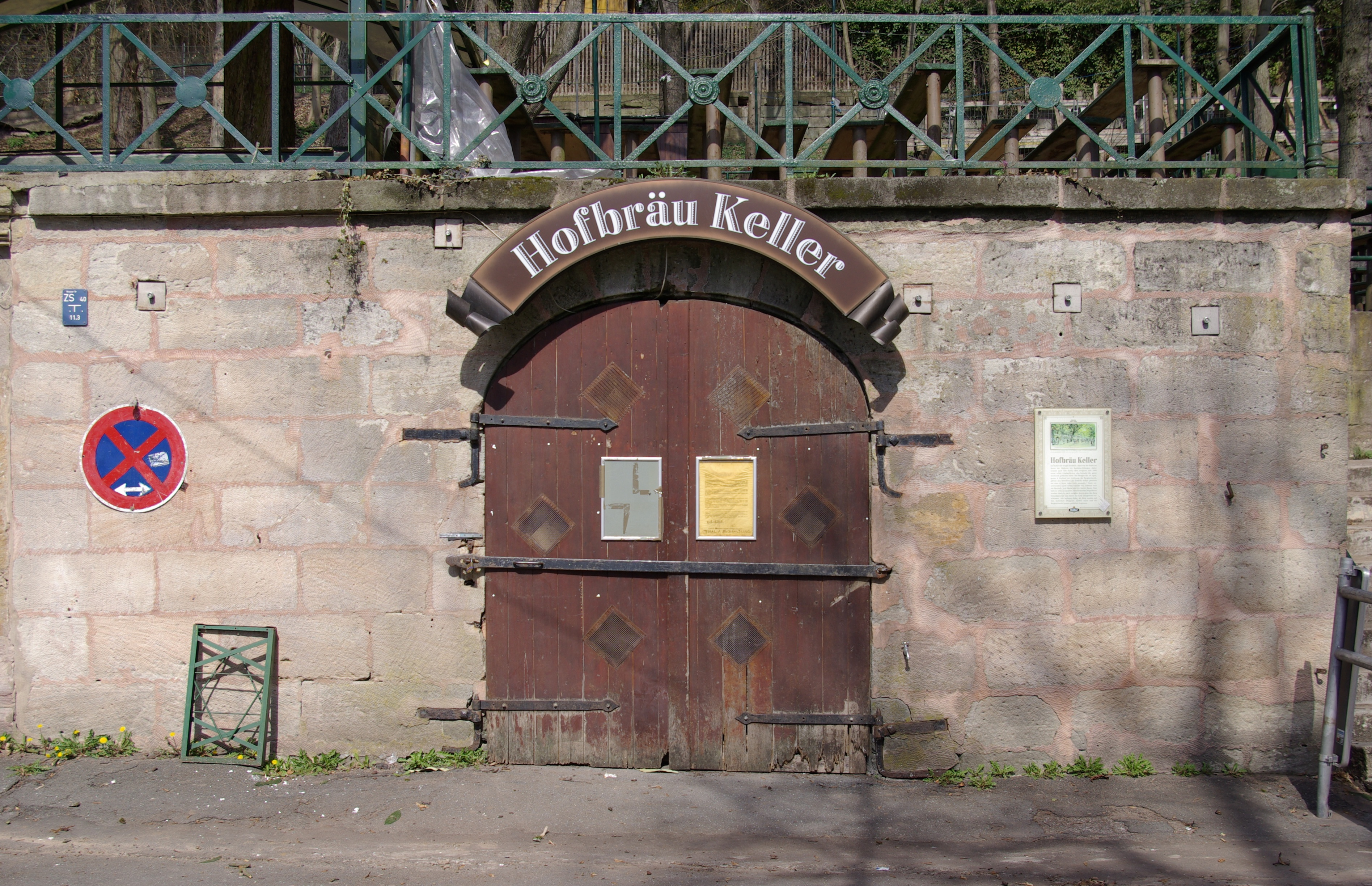
Hofbräu Keller in Erlangen, 2012

Die Markenrechte für Hofbräu Bamberg gehören mittlerweile der Mälzerei Weyermann, die in ihrem Gästezentrum eine Lounge mit dieser Bezeichnung betreibt und unter Bamberger Hofbräu ein ganzes Sortiment an Bierspezialitäten anbietet. Daneben gibt es in der Bamberger Innenstadt das Restaurant Hofbräu Bamberg. Zum Nachlass der Brauerei gehörte auch der Hofbräu Keller am Burgberg in Erlangen, also direkt auf dem Gelände der Erlanger Bergkirchweih. Dieser Keller gehörte ursprünglich zur Brauerei Erlwein & Schultheiss in Erlangen, die 1919 von der Hofbräu AG Bamberg übernommen worden war. Im Zuge dieser Übernahme wurde auch der Keller in Hofbräu Keller umbenannt. Er ging schließlich durch die Fusion der Patrizier-Bräu AG in der heutigen Tucher Privatbrauerei auf, deren Bier auch heute noch während der Bergkirchweih auf dem Keller ausgeschenkt wird.